# Avenir Aleksandrovitsj Jakovkin
Avenir Aleksandrovitsj Jakovkin (Russisch: Авенир Александрович Яковкин) (Blagoveščenskij zavod {gouvernement Oefa), 21 mei 1887 - Kiev, 18 november 1974) was een Russische astronoom.

## Biografie
Hij studeerde af aan de Staatsuniversiteit van Kazan in Tatarije. Daar doceerde hij vanaf 1916 tot 1937 in het departement astronomie. Vanaf 1926 was hij daar tevens hoogleraar.    
Vanaf 1937 tot 1945 was hij benoemd aan de Staatsuniversiteit van de Oeral waar hij decaan was tussen 1939 en 1943. Aan de Universiteit van Kiev was hij hoogleraar van 1945 tot 1951 waarvan de periode 1949-1951 as hoofd van het observatorium. Zijn laatste benoemingen waren binnen het algemeen astronomisch observatorium van de Russische academie voor wetenschappen waar hij tussen 1952-1959 directeur was en onderzoeker van 1959 tot 1968.

## Onderzoeksgebied
Hij deed voornamelijk wetenschappelijk onderzoek en studie over de maanrotatie en de vorm van de maan. 
Binnen dit studiegebied is het onderzoek en zijn bijdragen over de optische libratie van de maan en de verbeteringen aan de heliometer belangrijke bijdragen. Hij ontwikkelde een nieuwe methode om de positie en hoeken van de libratie te bestuderen. 
Hij ontwikkelde meerdere optische instrumenten waaronder de tselostat en een horizontale maantelescoop.

## Publicaties
- Regelmatige lichamelijke libratie van de Maan, afgeleid uit waarnemingen van T. Banahevicha in 1910-1915. Kazan, 1928;
- De straal en de vorm van de Maan; Bulletin van het Astronomisch Observatorium. VP Engelhardt aan de Universiteit van Kazan. Kazan, 1934;
- De beweging van de maan. Hemelmechanica om Astronautics; Natuur, 1960, № 3 helpen;
- Een onopgelost probleem van astrometrie; Astronomical Journal, 1962, v.39, № 4;
- De methode van positionele hoeken voor het bepalen van de parameters van het fysieke libratie van de Maan; Verloop van de Algemene Astronomisch Observatorium. Kiev, 1961, Deel 4, Issue 1;
- Astrometrie op de maan. Het programma van astrometrische waarnemingen van het stationaire maan observatorium; Verloop van de 15e Conferentie van de Sterrenkunde van de USSR, Moskou-Leningrad, 1963.

## Eerbetoon
- Orde van de Rode Vlag van de Arbeid (Sovjet-Unie)  in 1944
- Medaille "Voor dappere inzet in de Grote Patriottische Oorlog van 1941-1945"
- De krater Yakovkin op de Maan is naar hem genoemd